# Canthon daguerrei
Canthon daguerrei là một loài bọ cánh cứng trong họ Bọ hung (Scarabaeidae).